# تيم هيكس
تيم هيكس هو مغني كندي، ولد في 22 أغسطس 1979.

## وصلات خارجية
- الموقع الرسمي